# Pyrrhoglossum hepatizon
Pyrrhoglossum hepatizon är en svampart som först beskrevs av Miles Joseph Berkeley, och fick sitt nu gällande namn av Rolf Singer 1951. Pyrrhoglossum hepatizon ingår i släktet Pyrrhoglossum och familjen spindlingar.   Inga underarter finns listade i Catalogue of Life.